# Traktat Taft–Katsura
Traktat Taft–Katsura, Notatka Służbowa Taft–Katsura lub Porozumienie Taft–Katsura – tajna dyplomatyczna notatka służbowa podpisana przez sekretarza wojny Stanów Zjednoczonych Williama Howarda Tafta i premiera Japonii Tarō Katsura 29 lipca 1905 roku. W porozumieniu ustalono, że Stany Zjednoczone uznają japońską strefę wpływów w Korei, w zamian za wolną rękę w działaniach na Filipinach.
Porozumienie nie było oficjalnym traktatem międzypaństwowym, lecz notatką służbową, która miała złagodzić relacje amerykańsko-japońskie. Tekst notatki wyszedł na jaw w 1924 roku.

## Szczegóły
Notatka została spisana podczas spotkania sekretarza wojny Stanów Zjednoczonych Williama Howarda Tafta i premiera Japonii Tarō Katsura 27 lipca 1905 roku w Tokio. Sama notatka datowana była na 29 lipca 1905 roku.
Podczas spotkania dyskutowano na trzy tematy:
- Pierwszy: dotyczył opinii Katsura na temat pokoju w Azji wschodniej. Rząd Japonii widział tutaj podstawę swojej polityki zagranicznej. Skończony przez porozumienie Japonii, Stanów Zjednoczonych i Wielkiej Brytanii.
- Drugi: dotyczyło sprawy Filipin. Taft uważał, że Japonii byłoby na rękę, gdyby Filipiny administrowane byłyby przez silne państwo jak Stany Zjednoczone. Katsura stwierdził natomiast, że Japonia nie miała i nie ma żadnych agresywnych zamiarów co do Filipin.
- Trzeci: dotyczył sprawy Korei. Katsura dał do zrozumienia, że  zajęcie i skolonizowanie Korei to priorytet dla Japonii, ponieważ Korea była bezpośrednią przyczyną prowadzonej wojny rosyjsko-japońskiej. Katsura stwierdził, że całkowite rozwiązanie problemu Korei będzie logicznym rezultatem wojny. Katsura domagał się stworzenia Japońskiego protektoratu nad Koreą, ponieważ obawiał się podpisania przez Koreę porozumień z innymi krajami, co wymusiłoby na Japonii walkę z jej sojusznikami. Taft poparł dążenia Japonii wysunięte przez Katsura oraz zapewnił, że prezydent Theodore Roosevelt również poprze rząd japoński.

## Koreańska reakcja
Niektórzy historycy koreańscy jak np. Ki-baik Lee, było zdania, że traktat naruszył koreańsko – amerykańskie porozumienie o przyjaźni i handlu z Inczon, z 22 maja 1882 roku. Rząd Joseon uważał ww. traktat za układ obrony, z którego USA się nie wywiązały. Porozumienie utorowało drogę Japonii do działań w Korei, które później zostały potwierdzone w Traktacie z Portsmouth z 1905 roku.
Dzisiaj Traktat Taft – Katsura jest ciemną plamą historii, i przytaczany jest przez aktywistów koreańskich jako przykład dla nieufności w stosunku do dyplomacji reprezentowanej przez rząd Stanów Zjednoczonych.